# Huitzilopochtli

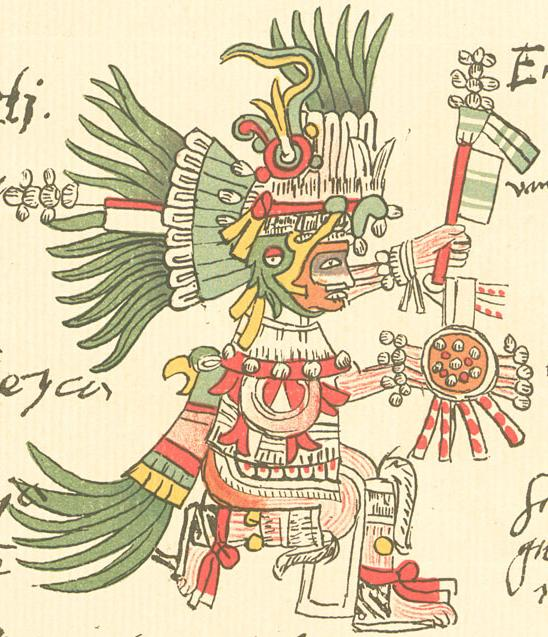
Huitzilopochtli.

Huitzlopochtli (traduzido por Beija-flor Azul ou Beija-flor Canhoto ou ainda Beija-flor do Sul) era o deus do Estado e da guerra asteca. Era o padroeiro da cidade de Tenochtitlán, capital da confederação asteca.

## Origens e mito da Criação
Huitzilopochtli era uma divindade totalmente asteca sem nenhuma conexão  com outra civilização mesoamericana diferentemente de outros deuses do panteão asteca. E era o principal deus cultuado na capital do império Tenochtitlán. Comumente representado com seus membros pintados de azul com penas de beija-flor em sua perna esquerda além de uma lança cerimonial. A guerra e a morte estão bem entrelaçadas em suas manifestações rituais. Os beija-flores, na cultura asteca e a ele associado em seu nome, eram considerados como sendo a alma de guerreiros perecidos que acompanhavam o Sol (Huitzilopochtli) em sua ronda diária pelo céu. O mito não deixa totalmente esclarecido se Huitzilopochtli foi um herói factualmente existente e posteriormente transformado em uma divindade ou se foi concebido como tal no panteão asteca, acredita-se que ele tenha iniciado a migração realizada pelos ancestrais do que depois seriam chamados de astecas em direção ao Lago Texcoco no século XII e as lendas em torno de nascimento apenas reforçam o que seria na verdade a transformação de um homem em divindade. Durante a migração rumo ao Lago Texcoco onde o império asteca de fato se estabeleceria uma figura de Huitzilopochtli foi conduzida por quatro sumo-sacerdotes onde segundo o mito teria feito promessas de vitórias em batalhas e conquistas sobre outros povos, consolidando seu caráter guerreiro.

## Huitzilopochtli e Tenochtitlán
Tenochtitlán a capital do império tem sua origem diretamente ligada ao culto de Huitzilopochtli. De acordo com relatos semi-históricos, o próprio deus teria indicado o caminho aos seus adoradores, futuros astecas, em direção ao Lago Texcoco atribuindo-lhes instruções e referências. Quando então seus seguidores chegaram diante de uma águia empoleirada (que simboliza o Sol e o próprio Huitzilopochtli) sobre um cacto com frutos vermelhos (que simbolizavam o coração humano), novamente a divindade falou advertindo-os com as seguintes palavras: Oh, mexicas, serás aqui! Era exatamente o local onde a capital do futuro império asteca Tenochtitlán (Local do fruto do Cacto) seria enfim fundada.